# Мишни
Мишни (бел. Мішні) — агрогородок в Мстиславском районе Могилёвской области Белоруссии. Входит в состав Ракшинского сельсовета.

## География
Агрогородок находится в северо-восточной части Могилёвской области, в пределах Оршанско-Могилёвской равнины, на правом берегу реки Кошанки, на расстоянии примерно 23 километров (по прямой) к западу от Мстиславля, административного центра района. Абсолютная высота — 205 метров над уровнем моря.

## История
В конце XVIII века деревня входила в состав Мстиславского воеводства Великого княжества Литовского.
Согласно «Списку населенных мест Могилёвской губернии» 1910 года издания населённый пункт являлся центром Мишневского сельского общества Долговичской волости Чериковского уезда Могилёвской губернии. Имелось 57 дворов и проживало 332 человека (142 мужчины и 190 женщин).

## Население
По данным переписи 2009 года, в агрогородке проживало 439 человека.